# Nessenreben
Nessenreben ist ein Naherholungsgebiet von Weingarten im Landkreis Ravensburg.

## Geschichte
Im Mittelalter lag südöstlich des heutigen Hofguts eine Burg (47° 48′ 8″ N, 9° 39′ 52″ O), von der heute nur noch der Burgstall erhalten ist. Um 1100 wurde ein Hof in Form eines Schlösschens erbaut. Ob es sich dabei um den Nachfolger der Burg handelt, ist nicht bekannt. Nessenreben wurde in Schriften 1143 unter dem Namen nazcahe erwähnt, was „sumpfiger Abhang“ bedeutet. Bereits damals soll es sich um einen Hof gehandelt haben, welcher als Sommeraufenthalt des Weingartener Konvents diente. Im Jahr 1545 betrug die Fläche des Ackers etwa 53 Jauchert (ca. 17,5 ha) und des Wiesenlands drei Mannsmahd (ca. 0,7 ha). Um 1573 wurde das Schlösschen (47° 48′ 10″ N, 9° 39′ 43″ O) im Renaissancestil erbaut. Im Jahre 1575 wurde die kleine Kapelle zum Heiligen Wendelin nördlich der Domäne errichtet. Im darauf folgenden Jahrhundert änderte sich die Nutzung, so dass die Pferdezucht eine wichtige Rolle ein nahm. Jedoch bauten die Mönche das Hofgut Stück für Stück zu einer Erholungsstätte und Sommerresidenz der Äbte aus, so dass der Landwirtschaft immer weniger Fläche verblieb. 1784 schrieb der Salzburger Benediktinerpater Constantin Stampfer über Nessenreben in seinem Reisetagebuch:

„Nachmittags gingen wir mit dem P. Kuchelmeister (Küchenmeister) in das Rekreationsgebäude Nessenreben, wo sich die Herren vom Konvent, wenn sie Ader lassen, befinden und aufhalten. Diese halbe Stunde vom Kloster entfernte Schloß hat die schönste, natürlichste Lage, die man sich nur einbilden kann. Das Gebäude selbst ist sehr gut und schön eingerichtet, auch mit einer schönen Kapelle versehen. Um dieses herum liegt ein Garten, teils mit Springbrunnen belebt, teils mit Alleen und Obstbäumen ausgeziert. Den Garten von der Ost- und Südseite umgibt ein angenehmer Wald. Auch im Sommer ist man durch die hohen Bäume von der Hitze geschützt. Ein gleichlaufender kleiner Bach (der stille Bach) macht den Spaziergang noch angenehmer, der bald langsam und sachte fortrieselt, bald über kleine Anhöhen herabglitscht. Zu beiden Seiten ist er selber teils mit Linden, teils mit Gesträuch besetzt und verschafft den angenehmsten Spaziergang zumalen für Liebhaber der Einsamkeit und des Nachdenkens. Am Ende des Waldes steht auf einem Hügel ein ´Vogelthenn` (Vogelvoliere) und unweit davon ein Teich. Kurzum! würde man diese Gegend nur ein klein wenig durch Kunst und Bemühung unterstützen, so müsste es den artigsten englischen Garten vorstellen.
Nachdem wir über eine Stunde alles dieses mit inniglichem Vergnügen durchspaziert, kehrten wir in das Sommergebäude zurück und unterhielten uns mit einem Spiele. Der Unterhalt ward vom Kloster mitgebracht. Abends machten wir noch einen kurzen Spaziergang, gingen um 6 Uhr zur Abendtafel und bald zur Ruhe.“

Die Parkanlagen enthielten auch Teiche mit Springbrunnen, die mit dem Wasser des Stillen Bach gespeist wurden. Dieser war ab dem 11. Jahrhundert erbaut worden und diente damals zur Bewässerung der Äcker und Wiesen, der Fischzucht und zum Antrieb einiger Mühlen. Direkt am Waldrand stand das ein Spital verschiedene medizinische Heilmethoden wie beispielsweise der Aderlass angewandt wurden. Sowohl das Spital als auch die Kapelle verschwanden nach der Säkularisation im Jahre 1802/03.
Nessenreben wurde zur Staatsdömäne und fortan zur Bewirtschaftung an Bauern verpachtet. Auch wurde dort Käse hergestellt.
1868 wurde das Kloster in einen Garnisonstandort verwandelt und Nessenreben entfernte sich vom ursprünglichen Zweck der Erholung. In der Nähe des Hofes wurden Schießstände errichtet. Im Jahre 1885 baute man den oberen Froschweiher (heute: Mahlweiher) unterhalb Nessenrebens zur Militärbade- und Schwimmanstalt des Infanterie-Regiments Kaiser Wilhelm, König von Preußen aus und nutzte ihn zusätzlich zur Fischzucht. Im Winter diente er für Weingartener Brauereien als Eisweiher. Nach der Auflösung der Garnison Weingarten nach Beendigung des Ersten Weltkriegs wurde am oberen Froschweiher das städtische Freibad eingerichtet, dessen Vorläufer sich in der Nähe der Wildeneggstraße in Weingarten befanden. Die Schießstände wurden nach Beendigung des Ersten Weltkriegs von der Polizei. Unter den Nationalsozialisten wurde die Garnison 1935 wieder ausgebaut und das Gelände zum Exerzierplatz. Nach einer kurzen Phase der landwirtschaftlichen Nutzung im Anschluss des Zweiten Weltkriegs diente das Gelände wieder dem Militär: die Grünflächen Nessenrebens' waren Standortübungsplatz der verschiedenen Kasernen Weingartens' (Argonnenkaserne und Welfen-Kaserne).
Seit der Jahrtausendwende dient das Gelände ausschließlich als Naherholungsgebiet.

## Sehenswürdigkeiten
- Freibad Nessenreben: Weingartens Freibad bietet heute mehrere Schwimmbecken und Liegewiesen. Neben den Schwimmbecken gibt es einen Abenteuerspielplatz mit einem Piratenschiff.[9] Es geht zurück auf ein 1886 gegründetes Militärbad[10]

- Hofgut Nessenreben: Ein ehemaliger Erholungsort des Klosters Weingarten, das heute noch den Charme vergangener Zeiten ausstrahlt.[11] Der dortige Hof besteht aus einem einfachen, zweigeschossigen Renaissancebau, der um 1573 für Abt Hablizel errichtet wurde und mehreren Nebengebäuden. Das Schlossgebäude misst etwa 18,90 × 9,65 Meter und war einst mit einer Kapelle ausgestattet.[12]

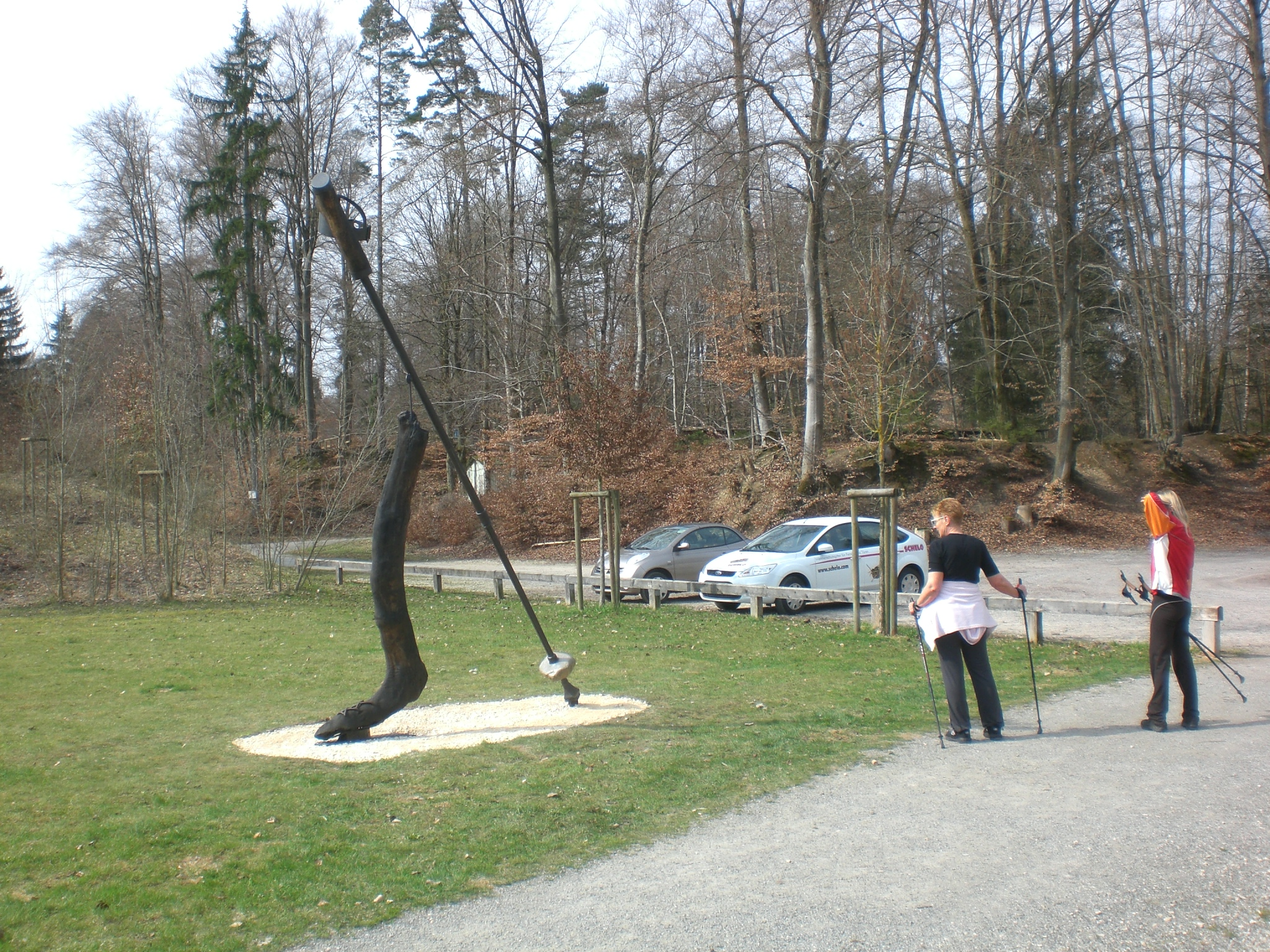
Nordic-Walking-Skulptur am Parkplatz des Freibades

- verschiedene Wege und Bikepark Weingarten.[13][14]: Nessenenreben quert beispielsweise der Stille Bach, der dort ein Wasserkraftwerk und den Mahlweiher speist. In den Wäldern um Nessenreben findet man häufig Buchen, Eichen und Fichten. Die Wiesen sind im Frühling und Sommer mit Wildblumen bedeckt, darunter Margeriten, Klee und verschiedene Orchideenarten. In den Wäldern leben Rehe, Wildschweine und Füchse, während die Wiesen und Felder Lebensraum für Vogelarten wie Rotkehlchen, Meisen und Bussarde bieten. Auch seltenere Arten wie der Eisvogel können in den Gewässern um Nessenreben beobachtet werden.

- Veranstaltungen: Das Drachenfest und das Umsonst und Draussen-Festival ziehen jährlich Besucher an.